# Рудник Джебель-Ішмуль
Рудник Джебель-Ішмуль (Djebel Ichmoul) – гірничодобувне підприємство на півночі Алжиру.
В часи французького панування з 1932 по 1954 роки в Джебель-Ішмуль вели видобуток свинцю. Всього було споруджено 22 штольні загальною довжиною 3 км та численні вертикальні стовбури глибиною від 30 до 60 метрів і загальною довжиною 340 метрів.
В 1962-му Алжир виборов незалежність, а в 1966 – 1967 роках державна компанія SONAREM (Société Nationale de Recherches et d’Exploitation Minières) провела дорозвідку Джебель-Ішмуль, під час якої оцінила видобувні запаси баритових руд у 1 млн тон із середнім вмістом сульфату барію 42,6% (при цьому бульшість руд відносяться до баритово-свинцевих та містять від 2,82% до 7,31% свинцю). Втім, на той час організувати видобуток не вдалось, хоча Алжир вже став одним з лідерів світової нафтогазової галузі (барит активно використовується під час бурових робіт).
Повторно до баритових покладів звернулись у 2013-му. Перші кілька років провадили дослідну експлуатацію, за час якої вилучили 19 тисяч тон руди, а з 2017-го перейшли до повноцінної розробки. Станом на кінець жовтня 2019-го накопичений з 2013-го видобуток становив 43 тисячі тон руди із середнім вмістом сульфату барію 53,2%. Абсолютна більшість руди вилучається відкритим способом, хоча 4 тисячі тон вилучили підземним способом.